# Audenzio
Audenzio  è un nome proprio di persona italiano maschile.

## Varianti
- Maschili: Audenzo[1]
- Femminili: Audenzia[1], Audenza[1]

### Varianti in altre lingue
- Francese: Audence
- Latino: Audentius
- Spagnolo: Audencio

## Origine e diffusione
Deriva dal soprannome latino Audentius, derivato dal participio presente audens, audentis del verbo audére, "osare"; ha quindi il significato di "colui che osa", "audace", "coraggioso".
È sostenuto dal culto dei santi così chiamati, ma gode di scarsa diffusione ed è più frequente in Sicilia, in particolare nell'Agrigentino.

## Onomastico
L'onomastico si può festeggiare il 25 novembre in memoria di sant'Audenzio, vescovo di Milano, oppure il 3 dicembre in ricordo di sant'Audenzio, vescovo di Toledo.